# Boule à facettes

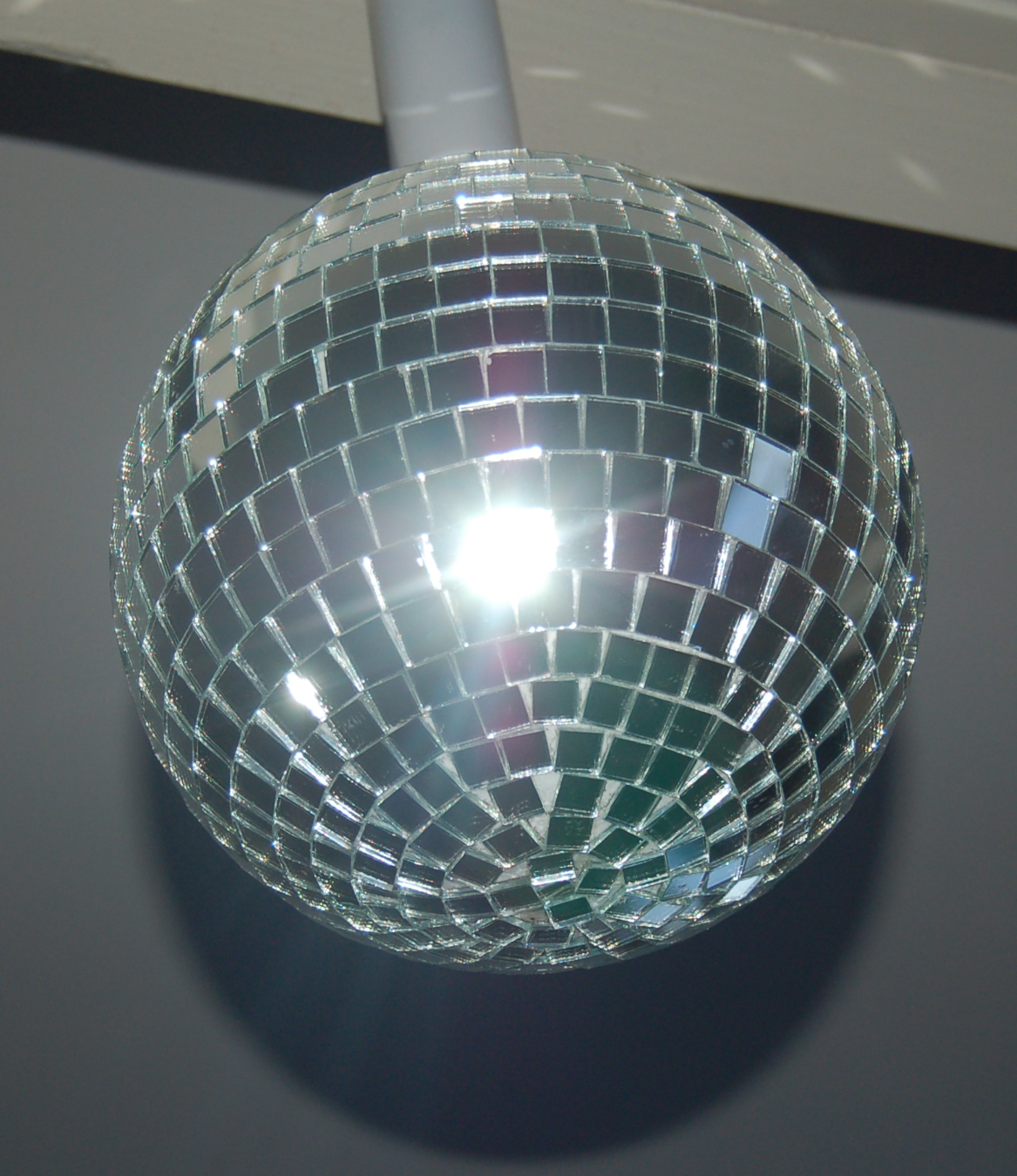
Boule à facettes.

Une boule à facettes, également appelée boule miroir, boule à miroirs, boule tango ou boule disco, est une boule, généralement rotative, et recouverte de petits miroirs qui réfléchissent la lumière, créant ainsi une ambiance lumineuse particulière.

## Histoire
La boule à facettes est utilisé pour la première fois dans les boîtes de nuit dans les années 1920. Elles est brevetée en 1917. On peut en voir un premier exemple dans la séquence de la boîte de nuit de Berlin : Die Sinfonie der Großstadt, un film muet allemand sorti en 1927.
Une société de Louisville, dans le Kentucky, connue sous le nom d'Omega Mirror Products, affirme avoir fabriqué 90 % des boules à facette utilisées aux États-Unis pendant l'engouement pour le disco et reste un fournisseur,.

## Caractéristiques
Elle est utilisée dans les soirées festives, en boîte de nuit par exemple. Elle semble apparaître au début des années 1950, en France, dans les bals populaires, et est utilisée pour la première fois dans les boîtes de nuit du Jura. Son usage y est encore très populaire de nos jours. 
La boule est généralement en polystyrène sur laquelle sont collées des dizaines de plaques réfléchissantes. Le diamètre d'une boule peut aller de quelques centimètres à plusieurs mètres pour les plus grosses.